# لكوان تاو
عقيدة دينية نشأت في القرن العشرين في الصين وتايوان، وتشتمل هذه العقيدة على مبادئ مختلطة من الكونفوشيوسية والطاوية والبوذية، بل تضم بعضا من العقيدة الإسلامية والنصرانية، وبالتالي فهي ديانة توفيقية تختار من مختلف الملل والنحل والأديان مبادئ معينة، وتحتل هذه الديانة المرتبة الثالثة في تايوان بعد البوذية والطاوية، وعدد معتنقيها يقارب المليوني عضو تقريبا، إضافة إلى الجاليات الصينية المهاجرة خارج الصين، ويقدر عدد المعابد المخصصة لهذه الديانة في الصين بحوالي 3100 معبد موزعين على مختلف مناطق البلاد .